# John Edward Mack
John Edward Mack (New York, 10 ottobre 1929 – Londra, 27 settembre 2004) è stato uno psichiatra e saggista statunitense.
John E. Mack era uno psichiatra statunitense, scrittore, e professore della Harvard Medical School. Ha ricevuto il Premio Pulitzer per le biografie, e progressivamente è diventato una delle maggiori autorità sugli effetti spirituali e/o comportamentali su alcuni pazienti che sostengono di aver subito esperienze di rapimento alieno.

## Inizi della carriera
Nato a New York City, John Mack si laurea in medicina nella Harvard Medical School (Cum Laude, 1955) dopo aver eseguito studi superiori nell'Oberlin College (Phi Beta Kappa, 1951). Si specializzò nella Boston Psychoanalytic Society and Institute e ricevette un certificato che gli consentiva di praticare la psicoanalisi su adulti e minorenni.
Il tema conduttore della sua vita di lavoro è stata l'esplorazione di come le personali percezioni del mondo possono alterare le proprie relazioni. Mack affronta la questione della "visione del mondo" a livello individuale nelle sue prime esplorazioni cliniche dei sogni, degli incubi e del suicidio nell'adolescenza, e nel libro A Prince of Our Disorder, esegue uno studio biografico della vita dell'ufficiale britannico Thomas Edward Lawrence, lavoro per il quale nel 1977 riceve il Pulitzer Prize for Biography.

## Fenomeno delle abduction
Questo tema delle percezioni personali viene portato ad un estremo controverso negli anni novanta quando Mack inizia uno studio pluri-decennale su 200 donne e uomini che riferivano esperienze di abduction da parte di supposte creature aliene. Questo incontri sono stati riferiti almeno sin dagli anni cinquanta (la prima storia riferita da Antonio Villas Boas), che hanno ricevuto un'attenzione dal mondo accademico, ad esempio da specialisti come il Dr. Ronald Leo Sprinkle, tra i primi ad occuparsi di questi studi negli anni sessanta. John E. Mack, rimane comunque la più stimata autorità accademica che abbia studiato questa faccenda.
All'inizio Mack sospettava che quelle persone soffrissero di qualche disturbo mentale, ma dopo un attento esame, si rese contro che nessuna patologia ovvia era presente nelle persone che intervistava, aumentando ulteriormente il suo interesse. Seguendo l'incoraggiamento del suo amico di vecchia data Thomas Kuhn, che prediceva che l'argomento poteva destare molte controversie, ma che si poteva portare avanti l'indagine se Mack si limitava a raccogliere i dati e ad ignorare le prevalenti interpretazioni materialistiche, dualiste e l'analisi basata sul distinguo "è questo oppure è quello" ("either/or" analysis), Mack cominciò ad organizzare studi e interviste. Molti tra i pazienti da lui intervistati riferirono che i loro incontri avevano cambiato il modo di rapportarsi al mondo, che includeva il sentirsi in un elevato sentimento di spiritualità e di preoccupazione ambientalista.
Mack era piuttosto guardingo nelle sue investigazioni e interpretazioni del fenomeno delle abduction rispetto ai primi ricercatori che si occuparono della materia. Il professore di letteratura Terry Matheson scriveva che "Tutto sommato, Mack presenta il resoconto più ragionevole che si possa trovare al momento, almeno mentre questi racconti di abduction procedevano." (Matheson, 251) In un'intervista senza data, il Dr. Jeffrey Mishlove dichiarò che Mack sembrava "propenso a dare a questi rapporti di [abduction] un qualche valore". Mack replicò dicendo:
(John E. Mack)
In modo simile, la BBC disse che John Mack aveva affermato:
(John E. Mack)
Mack faceva notare che esiste una storia mondiale di esperienze visionarie, specialmente nelle società pre-industriali. Un esempio è la ricerca di visioni mistiche comune a molte culture dei nativi americani. Mack mette in rilievo che soltanto recentemente nella cultura occidentale, questi eventi visionari o di estasi sono stati interpretati come aberrazioni o addirittura come malattia mentale. Mack suggerisce che i racconti di abduction possano essere inquadrati meglio come parte della più vasta e antica tradizione delle esperienze di incontro con santi (nella tradizione cristiana) o con divinità (nella tradizione dei pagani).
Il suo interesse negli aspetti spirituali o trasformazionali degli incontri delle persone con alieni, e la sua proposta che l'esperienza di contatto alieno possa essere in sé più trascendente (immateriale) che fisica in natura—ma nonostante questo assolutamente reale— fatto che progressivamente lo distinse da molti dei suoi contemporanei, come Budd Hopkins, che sosteneva la realtà fisica degli alieni.
In seguito il suo interesse si estese alla considerazione generale dei meriti di una nozione espansa della realtà, una nozione che consenta esperienze che possono anche non inquadrarsi nel paradigma occidentale del materialismo, ma che comunque cambiano profondamente la vita delle persone. Il suo secondo libro sulle esperienze di incontro con gli alieni, Passport to the Cosmos: Human Transformation and Alien Encounters (1999), era piuttosto un trattato filosofico che collegava i temi della spiritualità e i punti di vista mondiali moderni, costituendo il culmine del suo lavoro con gli "experiencers", le persone che hanno vissuto l'incontro con gli alieni, tema centrale al quale è dedicato il libro.

### Sottoposto a giudizio professionale dall'Università di Harvard
Nel 1994, il Decano della Harvard Medical School nominò un comitato paritario (peer review) per indagare sulle pratiche mediche e investigazioni cliniche delle persone che hanno raccontato i loro "incontri alieni" al Dr. Mack (alcuni di questi casi sono stati descritti nel libro Abduction, scritto da Mack nel 1994). Nello stesso articolo della BBC sopracitato, Angela Hind scrive, "Si tratta della prima volta nella storia di Harvard nel quale un professore ordinario viene sottoposto a questo tipo di inchiesta." Mack descrisse l'investigazione come "kafkiana": non venne mai informato molto dello status dell'indagine in corso, la natura delle lamentele dei suoi critici cambiava frequentemente, e la maggior parte delle loro accuse si dimostrarono prive di fondamento quando sottoposte a stretto scrutinio.
Dopo 14 mesi di inchiesta, vi erano crescenti interrogativi da parte della comunità accademica (includendo il professore di Legge di Harvard Alan Dershowitz) riguardo alla validità dell'investigazione di un professore ordinario di Harvard che non era sospettato di violazioni dell'etica o di cattiva condotta professionale. Harvard allora pubblicò una dichiarazione nella quale il Decano "riaffermava la libertà accademica del Dr. Mack per studiare qualsivoglia argomento correlato alla psichiatria e per poter formulare le sue opinioni senza impedimento," concludendo che il "Dr. Mack rimane un membro prominente della Facoltà di Medicina di Harvard." (Mack venne sottoposto a censura per alcuni errori metodologici.) Ricevette ausilio legale da Roderick MacLeish e da Daniel Sheehan, e il sostegno economico di Laurance Rockefeller, che inoltre finanziò il centro di ricerche di Mack per quattro anni consecutivi, per una cifra di 250.000 $/anno.

## Opere
John E. Mack ha scritto i seguenti libri:
- Abduction: Human Encounters with Aliens trad. it. Rapiti! Incontri con gli alieni, Mondadori, 1995
- Passport to the Cosmos: Human Transformation and Alien Encounters trad. it. Passaporto per il cosmo, Venexia, 2016
- A Prince of Our Disorder: The Life of T.E. Lawrence
- Borderline States in Psychiatry - Seminars in Psychiatry
- Nightmares and Human Conflict
- Development and Sustenance of Self-Esteem in Childhood.

Ha curato la prefazione del libro The PK Man: A True Story of Mind Over Matter. Era l'editore di: Mind Before Matter: Vision of a New Science of Consciousness, and Human Feelings: Explorations in Affect Development and Meaning.  Ha collaborato a: The Alchemy of Survival: One Woman's Journey,  Vivienne: The Life and Suicide of an Adolescent School Girl. Non pubblicato: When Worldviews Collide: A Paradigmatic Passion Play.

## Morte
Il lunedì 27 settembre del 2004 mentre si trovava a Londra per tenere una conferenza ad una società dedicata a T.E.Lawrence, Mack venne investito e ucciso (alle ore 23:25) da un guidatore ubriaco che si trovava nella strada Totteridge Lane. Perse coscienza nel luogo dell'incidente e venne dichiarato morto poco dopo. Il guidatore venne arrestato nel luogo, e si dichiarò colpevole di guida disattenta sotto l'influenza dell'alcool. La famiglia di Mack chiese indulgenza verso il sospetto (in una lettera alla Wood Green Crown Court). "Anche se questo è un evento tragico per la nostra famiglia," la lettera affermava che "sentiamo che il comportamento dell'investitore non era né malizioso né intenzionale, e non abbiamo attiva volontà contro di lui, dal momento che abbiamo saputo le circostanze della collisione."

## John Mack nella cultura di massa
- Mack era uno studente di Respirazione olotropica, una tecnica meditativa sviluppata da Stanislav Grof.
- Nel film "Intruders - rapimenti alieni" (1992) vengono narrate in forma romanzata le vicende che lo seguirono.
- Venne disegnato dall'illustratrice Roz Chast in un cartone di quattro pagine, Aliens, Ahoy!, pubblicato nella rivista DoubleTake della Duke University (Winter 1999 issue).[7]
- Appare come un personaggio nel libro di poesie di William Baer The Unfortunates (1997).[7]
- Venne intervistato per un film documentario sul Dalai Lama, Dalai Lama Renaissance[8], dove parla delle sue conversazioni con il Dalai Lama riguardo agli alieni[9], ma l'intervista venne tagliata durante l'editing finale del film.